# Unterehesberg
Unterehesberg ist ein Gemeindeteil des Marktes Presseck im Landkreis Kulmbach (Oberfranken, Bayern). Unterehesberg liegt in der  Gemarkung Oberehesberg.

## Geografie
Der Weiler liegt am Südhang der Hohlohe (680 m ü. NHN), einer Erhebung des Frankenwaldes. Über einen Anliegerweg gelangt man nach Oberehesberg (0,4 km nordwestlich) bzw. an Schafhaus vorbei zur Kreisstraße KU 24 beim Schafhof (1,2 km östlich).

## Geschichte
Gegen Ende des 18. Jahrhunderts bestand Unterehesberg aus vier Anwesen (1 Gut, 3 Tropfhäuslein). Das Hochgericht übte das bambergische Centamt Wartenfels aus. Die Grundherrschaft über sämtliche Anwesen hatte das Rittergut Steinenhausen.
Mit dem Gemeindeedikt wurde Unterehesberg dem 1808 gebildeten Steuerdistrikt Wartenfels und der im selben Jahr gebildeten Ruralgemeinde Wartenfels zugewiesen. Am 1. Mai 1978 wurde Unterehesberg im Rahmen der Gebietsreform in die Gemeinde Presseck eingegliedert.

### Einwohnerentwicklung
| Jahr      | 001818 | 001819 | 001861 | 001871 | 001885 | 001900 | 001925 | 001950 | 001961 | 001970 | 001987 |
| Einwohner |        | 65 *   | 29     | 50     | 33     | 31     | 12     | 17     | 13     | 13     | 19     |
| Häuser    | 3      |        |        |        | 5      | 5      | 3      | 3      | 3      |        | 3      |
| Quelle    | [ 6 ]  | [ 9 ]  | [ 10 ] | [ 11 ] | [ 12 ] | [ 13 ] | [ 14 ] | [ 15 ] | [ 16 ] | [ 17 ] | [ 1 ]  |

## Religion
Unterehesberg ist katholisch geprägt und nach St. Bartholomäus (Wartenfels) gepfarrt.